# Hucpold
Hucpold, italianizzabile in Ubaldo, (prima dell'847 – dopo l'860) è stato un nobile franco, che agì sotto il regno di Lotario I e del figlio Ludovico II il Giovane. Fu il fondatore eponimo della dinastia degli Hucpoldingi.

## Biografia
Hucpold (composto dalle parole germaniche Hugu-balda, in cui Hugu significa spirito, mentre balda ardito, coraggioso), così come probabilmente i suoi antenati, era probabilmente originario dell’Alemannia; egli risulta inoltre come aderente alla legge ripuaria, il che fa supporre che i suoi antenati fossero dei Franchi ripuari.
Hucpold compare nelle fonti in occasione della spedizione militare indetta da Lotario I dell’847, più specificatamente nel capitolare De expeditione contra Sarracenos facienda. La spedizione, avente come comandante il figlio di Lotario, Ludovico II, aveva lo scopo dichiarato quello di attaccare i Saraceni del sud Italia, a seguito del sacco di Roma dell'846, ma voleva anche diradare l'ormai decennale questione della successione al ducato di Benevento, conteso tra Sinonocolfo e Radelchi. Nel capitolare vi è, assieme ad altri nomi dei partecipanti alla spedizione, il nome di Hucpold, definito come signifer delle truppe provenienti al di là delle Alpi e come nihil habent in Italia: egli quindi all'epoca non era ancora residente in Italia. Egli risulta anche presente in un’assemblea svoltasi a Sermorens tra l’858 e l’860, il che dimostra la sua presenza tra i fedeli di Lotario anche dopo la spedizione italica. Prima della spedizione italica, sembra che egli non ricoprì nessun honor.
In rapporto di fidelitas con Lotario, egli divenne comes sacri palacii di Ludovico II nell'851, carica avente funzioni giudiziarie importanti (carica che richiedeva un'elevata competenza giurisprudenziale, anche se ci è impossibile sapere quale fosse la formazione di Hucpold), divenendo anche amministratore del palazzo regio di Pavia. In questa veste lo vediamo, tra l’851 e l’860, impegnato in due assisi giudiziarie.
Nonostante la carica di comes sacri palacii non portasse il controllo di alcuna terra, la carica gli permise certamente di consolidare maggiormente il proprio potere: egli uscì ad esempio, già nel 852, a far nominare sua figlia Berta come badessa dell’abbazia di Sant'Andrea di Firenze, andando a costituire una prima base territoriale familiare in Tuscia, insediandosi vicino ai territori dell’alleato e duca Adalberto I, non estraneo al fatto. Hucpold degli Hucpoldingi e Adalberto I della dinastia degli Adalbertingi, probabilmente erano alleati, stato sancito probabilmente da un’alleanza matrimoniale. Essi andarono a costituire, assieme ai Guidonidi, un gruppo di potere che ebbe un ruolo considerevoli negli assetti del regno italico dopo la morte di Ludovico II.
Hucpold riuscì a far sposare, a seguito di alcuni negoziati probabilmente svoltasi tra l’859 e l’860 in occasione di un viaggio di Ludovico II in Romagna, la propria figlia Engelrada con il duca di Ravenna Martino, nipote dell'arcivescovo di Ravenna Giovanni VII, matrimonio forse avente come scopo quello di includere maggiormente l’Esarcato (al margine dell’impero carolingio e solo teoricamente assoggettato alla sede Pontificia) al regno d’Italia.

### La caduta
Hucpold compare per l’ultima volta nelle fonti con il placito del marzo dell’860. Dopo tale data, per circa un decennio e mezzo, la dinastia degli Hucpoldingi non compare in nessuna fonte, a causa dell’emarginazione di essa a seguito dei rivolgimenti politici voluti da Ludovico II e dal suo matrimonio con Angelberga nell'ottobre dello stesso anno, appartenente al clan rivale dei Supponidi (il quale anch'egli stava tentando di insediarsi nell'emiliano), evento seguito dall'elevazione di molti membri di questa dinastia nelle cariche del regno italico, fatto che fece eclissare politicamente gli Hucpoldingi.
Secondo l’Epitome chronicorum Casinensium, Angelberga, figura preminente alla corte imperiale, era rivale di un certo Tucpaldus che, secondo gli studiosi, è solo una storpiatura del nome Hucpold.
Secondo l’Epitome, Hucpold venne giustiziato, nonostante l’ordalia compiuta dalla moglie di questo, Andalberta, la quale volle portare dei vomeri ardenti per dimostrare l’innocenza del marito e del figlio Ubaldo (I); questi due eventi però non sono, secondo gli studiosi, mai avvenuti: ciò nonostante, l’assenza nelle fonti del clan Hucpoldingi testimonia senza dubbio la loro (momentanea) emarginazione. Sulla base degli Annales Bertiniani, si è ipotizzato di collocare l’emarginazione politica degli Hucpoldingi sempre nell’860, anno in cui Ludovico II riuscì a reprimere la rivolta di Lamberto di Spoleto, rivolgendosi quindi contro parte del suo seguito: Hucpold, forse legato alla rivolta, venne probabilmente allontanato in questa occasione.

## Matrimonio e figli
Hucpold sposò Andalberta, di ascendenza sconosciuta: il nome di questa ci è pervenuta unicamente attraverso l’Epitome chronicorum Casinensium, perciò questa informazione potrebbe essere incorretta.
Essi ebbero come figli:
- Ubaldo I;
- Berta, forse nata oltralpe[15], badessa dell’abbazia di Sant'Andrea di Firenze, cui successe la nipote dallo stesso nome, Berta II[17];
- Engelrada, andata in sposa al duca di Ravenna Martino. Essi ebbero Pietro[15], diacono, ed Engelrada (II)[15], che sposò Tegrimo I, ascendente dei Guidi.